# 雕刻之森站
雕刻之森站（日语：／ Chōkoku-nomori eki */?）是一個位於神奈川縣足柄下郡箱根町二之平，屬於小田急箱根鐵道線（箱根登山電車）的鐵路車站。車站編號是OH 56。

## 概要
雕刻之森站原來高度為551米，2013年經過再刻度後，高度更正為539米。

## 車站結構
設有單層水泥站舍一座，車站出入口及閘口均為開放式，站務室及服務櫃位均位於左邊，站外亦設有自動售票機及自動售賣機；中間原為商店，但已空置多年；右側為櫃物櫃及自動售賣機，同樣亦是開放式設計。
設有側式月台2個，有效長度為3輛。當中1號月台為主月台，2號月台為臨時月台。如列車不需交換時，上下行列車皆使用1號月台；如列車需交換時，1號月台則為往強羅方向；2號月台為向箱根湯本方向。而位於閘口頂部有提示板，指示下一班往箱根湯本方向的列車將會在那個月台開出，月台間以位於末端向小涌谷方向的平交道連接。
配套設施方面，2個月台皆有2節車廂長度的月台上蓋及候車座椅，而牆壁上繪有壁畫，以配合雕刻之森美術館的形象，1號月台另設有洗手間。

### 月台配置
| 月台 | 路線         | 方向     | 目的地               | 備註                       |
| ---- | ------------ | -------- | -------------------- | -------------------------- |
| 1    | 箱根登山電車 | 下行     | 強羅、早雲山方向     | 早雲山方向需在強羅轉乘     |
| 1    | 箱根登山電車 | 上行     | 箱根湯本、小田原方向 | 小田原方向需在箱根湯本轉乘 |
| 2    | 停止使用     | 停止使用 | 停止使用             | 停止使用                   |

## 歷史
- 1919年6月1日：開業，最初稱為「二平站」（二ノ平）。
- 1972年3月15日：隨箱根雕刻之森美術館開館，車站亦改名為「雕刻之森站」。

## 使用情況
| 年度   | 1日平均乗車人數 |
| ------ | --------------- |
| 1998年 | 450             |
| 1999年 | 406             |
| 2000年 | 372             |
| 2001年 | 369             |
| 2002年 | 332             |
| 2003年 | 325             |
| 2004年 | 338             |
| 2005年 | 355             |
| 2006年 | 396             |
| 2007年 | 367             |
| 2008年 | 370             |

## 相鄰車站
小田急箱根
 鐵道線（箱根登山電車）
小涌谷（OH 55）－雕刻之森（OH 56）－強羅（OH 57）

## 外部連結
- 雕刻之森站 （页面存档备份，存于） - 小田急箱根